# 真木こころ
真木 こころ（まき こころ、1991年11月23日 - ）は、日本のAV女優。

## 人物・来歴
- 趣味・特技：マッサージ
- 基本的に自分からやるタイプ。得意技はアナル舐め。

2010年に『ぷるぷるキャンディパイ 真木こころ ～Iカップ美少女デビュー～』で着エログラビアアイドルとしてデビュー。同年12月に『新人NO.1STYLE Iカップ95センチ 18歳…ほぼ処女です。』でエスワンよりAVデビュー。Iカップの巨乳とロリフェースで人気上昇中。2011年2月、エムズビデオグループに移籍、初中出し作品に出演した。

## 作品

### イメージビデオ
- ぷるぷるキャンディパイ 真木こころ ～Iカップ美少女デビュー～ （2010年8月20日、メディアブランド）
- びんかんゴコロ/真木こころ （2010年10月29日、彩文館出版）

### アダルトビデオ
2010年
- 新人NO.1STYLE Iカップ95センチ 18歳…ほぼ処女です。（12月19日、エスワン）[3]

2011年
- 初体験エクスタシー 胸いっぱいの愛を（1月19日、エスワン）[3]
- ボインな女子校生（2月19日、エスワン）[3]
- 恥ずかしい露出 ここで脱げばイイですか?（3月19日、エスワン）[3]
- 交わる体液、濃密セックス（4月19日、エスワン）[3]
- イカセ潮吹きスペシャル（5月19日、エスワン）[3]
- メガ盛り顔射祭（6月19日、エスワン）[3]
- 魅惑の競泳水着フェチ（7月19日、エスワン）[3]
- 完全服従どM秘書（8月19日、エスワン）[3]
- 僕を惑わすノーブラ若奥様（9月19日、エスワン）[3]
- 猥褻痴漢（10月19日、エスワン）[3]
- イキまくり巨根FUCK（11月19日、エスワン）
- イヤラしいカラダ（12月19日、エスワン）

2012年
- S級美少女のタップリ初中出し（2月19日、エムズビデオグループ）
- AV女優100人 3 超人気女優から、幻の女優まで（6月13日、オールアダルトジャパン）他99名出演

### 写真集
- Heartful X（2010年10月、彩文館出版、撮影：細井智燿）ISBN 978-4775604946